# にわみきほ
にわ みきほ（1989年〈平成元年〉9月27日 - ）は、日本のファッションモデル、アイドル。出生名および旧芸名は丹羽 未来帆（読み同じ）。
愛知県出身。スペースクラフト所属。夫は日本テレビアナウンサーの田中毅。

## 略歴
2003年、ファッション雑誌『ニコラ』の第7回ニコラモデルオーディションにてグランプリを獲得し、デビュー。
2005年、虎南有香・岡本玲・我妻三輪子・松本玲奈とともに、アイドルユニット「ニコモノ」として歌手デビュー。
2006年3月、ニコラモデルを卒業。
2007年3月3日、つんく♂プロデュースの『キャナァーリ倶楽部』のメンバーとしてインディーズデビュー。「みっきー」の愛称で呼ばれる。
2010年2月より、「スーパー戦隊シリーズ」『天装戦隊ゴセイジャー』（テレビ朝日系）に、モネ / ゴセイイエロー役で出演。同番組出演時から、「にわ みきほ」名義に改めた。
2013年4月より、日本テレビ系の朝の情報番組『ZIP!』の3代目お天気キャスターに就任。9月、グリコ乳業「ドロリッチ」のイメージキャラクターであるドロリッチガールズ3期生に就任。
2014年6月、第10回「好きなお天気キャスターランキング」（『ORICON STYLE』選出）で総合2位。わずか1年余で同世代、同性から高い支持を得て女性部門では1位に輝いた。6月27日の放送をもって『ZIP!』のお天気キャスターを勇退。その後は2016年3月まで「SHOWBIZ」（芸能情報）「流行ニュース!BOOMERS」（最新トレンド情報）の各コーナーリポーターなどで出演した。
2016年11月17日、自身のブログにて、日本テレビの田中毅アナウンサーとの結婚を報告。29日に婚姻届を提出。
2019年8月13日、第1子妊娠を報告。2020年1月16日に第1子男児の出産を公表。
2022年11月29日、第2子妊娠を報告。2023年4月27日、第2子女児の出産を公表。

## 人物・エピソード
ニコラモデルオーディションに応募した理由は、愛読していた『ニコラ』で募集記事を見つけ、オーディションに合格すれば憧れていた東京に行けると考えたからだった。グランプリの獲得は想定外だったが、母親からの勧めを受けて芸能界への道を進んだ。中高生時代は学校生活以外は芸能活動中心の生活だったが、『ニコラ』での仕事にやりがいを感じていたと述べている。
チアリーディングの経験があったことから、『天装戦隊ゴセイジャー』ではアクションにハイキックが取り入れられたほか、作中でチアリーディングを披露するシーンも設けられた。また、エンディングのダンス振付も行った。
兄がいる。晴れ女を自称している。

## 出演

### 情報・バラエティ
- ニコモノ!（2004年4月 - 9月、テレビ大阪）
- ザ・ベストハウス123（2011年 - 2012年、フジテレビ）準レギュラー
  - カスペ! ザ・ベストハウス123〜扇風機おばさん人生再生2時間SP（2012年5月8日）
- notty★LIVE 7時間!（2012年4月 - 2013年3月、NOTTV）
- ZIP!（日本テレビ）[5]
  - 3代目お天気キャスター（2013年4月1日 - 2014年6月27日）
  - スタジオレギュラー（2014年6月30日 -2016年3月25日）

### テレビドラマ
- 天装戦隊ゴセイジャー（2010年 - 2011年、テレビ朝日）モネ / ゴセイイエロー 役
- チープ・フライト（2013年3月1日、日本テレビ）候補生 役

### 映画
- スーパー戦隊シリーズ - いずれも、モネ / ゴセイイエロー 役
  - 侍戦隊シンケンジャーVSゴーオンジャー 銀幕BANG!!（2010年）- 声のみ
  - 天装戦隊ゴセイジャー エピックON THEムービー（2010年）
  - 天装戦隊ゴセイジャーVSシンケンジャー エピックon銀幕（2011年）
  - ゴーカイジャー ゴセイジャー スーパー戦隊199ヒーロー大決戦（2011年）
- Cheerfu11y（2011年10月22日） - サチ 役[20]

### オリジナルビデオ
- 帰ってきた天装戦隊ゴセイジャー last epic（2011年）モネ / ゴセイイエロー 役
- ブラックエンジェルズ3～黒き死闘篇～（2012年）ジュディ 役

### ラジオ
- ポッシきゃな?（初出演年不明 - 2009年、CBCラジオ）
- SUNDAY IN THE PARK（2012年1月 - 2013年3月、FM-FUJI）

### CM
- ハウス食品、フルーチェハンディタイプ（2008年2月、オリエンタルラジオ登場 篇）
- 大正製薬、コーラックII（2011年11月、指おり 篇）
- サントリー、なっちゃん（2012年2月、列車 篇）
- グリコ乳業「ドロリッチ（ドロリッチガールズ）」（2013年9月 - ）
- 花王 ケープ（2016年）[21]

### テレビアニメ
- 極上!!めちゃモテ委員長（2009年9月26日・10月3日、テレビ東京）みっきー 役

### 舞台
- つんく♂THEATER 第4弾「あぁ 女子合唱部〜栄光のかけら〜」（2007年9月22日 - 24日、全電通労働会館） - 仙道涼子 役
- 吉本興業創業100周年記念公演 吉本百年物語9月公演「焼け跡、青春手帖」（2012年9月9日 - 30日、なんばグランド花月）
- MIDNIGHT DREAM〜機械城奇譚〜（2011年11月、中目黒キンケロシアター）
- ザ・ベストハウス123 on Stage!! 〜おかしなおかしな探偵物語!…は、コレだ!!〜
- 東貴博プロデュース FIRE HIP'S 第6回公演「殺・人・現・bunny」ヒロイン
- 劇団マツモトカズミ第五回公演「結婚の偏差値Ⅲ〜純愛〜」
- 八月の森へ行こう（2016年7月13 - 18日、東京芸術劇場シアターウエスト）

## 作品

### 映像作品
- はじめまして…みっきーです in セブ島（2010年5月、彩文館出版）
- sabra DVD Collection「にわみきほ YELLOW STAR」（2010年10月、東映ビデオ）
- 天使の休日（2011年6月、ラインコミュニケーションズ）
- Twenty One 〜ナツノトイキ〜（2011年9月24日、晋遊舎）

## 書籍

### 雑誌連載
- ニコラ（2003年11月号 - 2006年5月号、新潮社）専属モデル
- SEDA（2011年11月号 - 、日之出出版）レギュラーモデル

### 写真集
- みきほまるごと（2010年6月、彩文館出版、撮影：斉木弘吉）ISBN 978-4-7756-0481-6[22]
- Tropical Rainbow〈サブラDVDムック〉（2010年9月16日、小学館、撮影：樂滿直城）ISBN 978-4-09-103086-3

### カレンダー
- にわみきほCalendar 2012（株式会社 ハゴロモ）